# Vicente Lunel
Vicente Lunel (Barbastro, 1480 - Trento, 1550) fue un sacerdote franciscano español, Ministro general de su Orden, teólogo del Concilio de Trento.

## Infancia y juventud
Nació el año 1480 en Barbastro (Huesca), perteneciente al reino de Aragón, de ilustre y noble prosapia. Realizados los primeros estudios y siendo aún muy joven, vistió el hábito de san Francisco de Asís en el convento descalzo de Ntra. Sra. la Real de las Huertas, de Lorca (Murcia), perteneciente primero a la Custodia de Murcia y luego a la Provincia observante de Cartagena. Cursados los estudios de la carrera eclesiástica y cumplidos sus 25 años, recibió la ordenación sacerdotal. Fue profesor de Teología y Artes en su Provincia, y como Custodio de la misma asistió al Capítulo general celebrado en Toulouse el año 1532, que lo eligió Comisario general de la Orden ante la Curia romana. Ejerció este oficio hasta que el siguiente Capítulo, celebrado en Niza en Pentecostés de 1535, lo eligió Ministro general.

## Ministro general
Fray Vicente Lunel tuvo que gobernar en tiempos difíciles: la decadencia de la Observancia, la renovación de la Orden, el movimiento reformista de los capuchinos, la reforma protestante, etc. Su dedicación a la Orden fue completa, aunque interrumpida por los servicios diplomáticos que le encomendaron el papa Paulo III y el emperador Carlos V.
Visitó personalmente la mayor parte de las Provincias europeas. Promulgó numerosos decretos y Estatutos para la reforma de provincias y casas. Puso gran empeño en mantener la unidad de la Orden, evitando escisiones, promoviendo la vida de observancia con su ejemplo y sus intervenciones, ordenando que en cada Provincia se erigiese una casa de retiro para los religiosos que quisieran recogerse a la soledad. Mostró gran preocupación por todo lo que afectaba a la organización, extensión y cuidado de los religiosos misioneros en Indias, y envió numerosas expediciones misioneras. Su severidad reformadora contrasta con su ductilidad diplomática.

## Concilio de Trento
El Capítulo celebrado en Mantua el año 1541 eligió a Giovanni de Calvi como sucesor del P. Vicente Lunel, quien se retiró al convento de Lorca, donde estuvo ocupado en humildes tareas domésticas hasta que, en 1545, Carlos V lo envió como teólogo al Concilio de Trento. En 1547 falleció el General de la Orden, y Lunel tuvo que trasladarse a Roma y participar en el Capítulo celebrado en Asís, que lo eligió Definidor general. Regresó a Trento, y allí, en el convento de San Bernardino, murió en 1550 (algunos dicen que en febrero de 1549). Los escritos que se le conocen, aparte algunas cartas, son sus intervenciones en el Concilio: sobre la Sagrada Escritura, sobre la justificación, acerca de la certeza del estado de gracia, etc.